# ザウバー・C24
ザウバーC24 (Sauber C24) は、ザウバーが2005年のF1世界選手権参戦用に開発したフォーミュラ1カーで、ウィリー・ランプが設計した。2005年の開幕戦から最終戦まで実戦投入された。
2005年シーズンオフには2006年から新たに使用するBMWエンジンを載せたテストカーとしても使用された。

## C24
ザウバーはフェラーリ製カスタマーエンジンをペトロナスのバッジネームで使用してきた関係上、フェラーリとの結びつきが強く、前年のC23ではコピーマシンと揶揄されるほどだったが、C24ではその路線に変化が見られた。そのひとつがタイヤメーカーの変更であり、フェラーリと同じブリヂストンからライバル陣営のミシュランにスイッチした。
C24は2004年に新たに建造した風洞実験装置をフル活用して製作された。サイドポンツーンのアンダーカットは大きくなるなど、C23とは違ったザウバー独自色が色濃く出ている。C23はフェラーリ製のギヤボックスを搭載したが、C24には完全新設計のザウバー自製のギヤボックスが搭載された。ただし、フロント周りはC23のフロントウイングを改造して用いるなど、あまり変化は見られなかった。シェイクダウン直後から2段式のフロントウイングを用いるも、結局実戦投入されなかった。
C24の発表会はペトロナスとのスポンサー10周年を記念して、マレーシアのクアラルンプールで盛大に行われる予定だった。しかし、直前に発生したスマトラ島沖地震のため、東南アジアなどが甚大な被害を受けたことを受けて、中止されてしまった。チームは発表会を行わず、簡単なフォトセッションのみ設けてバレンシアテストに突入した。

## 2005年シーズン
ドライバーは前年末にルノーをドライブしたジャック・ヴィルヌーヴが加入し、フェリペ・マッサとコンビを組んだ。
シーズン開幕前に風洞施設の欠陥が発覚。いきなりマシン全体のエアロダイナミクスを修正する羽目になった。第1戦オーストラリアGPの予選は天候が安定せず混乱。この中、ヴィルヌーヴが予選4位を獲得。これが2005年の予選最高位となった。
その後第4戦サンマリノGPに新型フロントウイングを投入。しかし、実戦では1度しか使われず、その後は当初のものとフェラーリF2005風のウイングを併用していった。また、第7戦ヨーロッパGPから新型エンジンカウルを投入。よりコンパクトなサイドポンツーンとなった。
シーズン中盤の第9戦アメリカGP後の6月22日にBMWはザウバーの買収を発表。このことを境にチームはC24の開発よりも来年のマシンであるF1.06に開発にシフトしてしまった。しかし、両ドライバーの力強い走りで7回の入賞のうち、4回を後半戦でもぎ取った。

## スペック

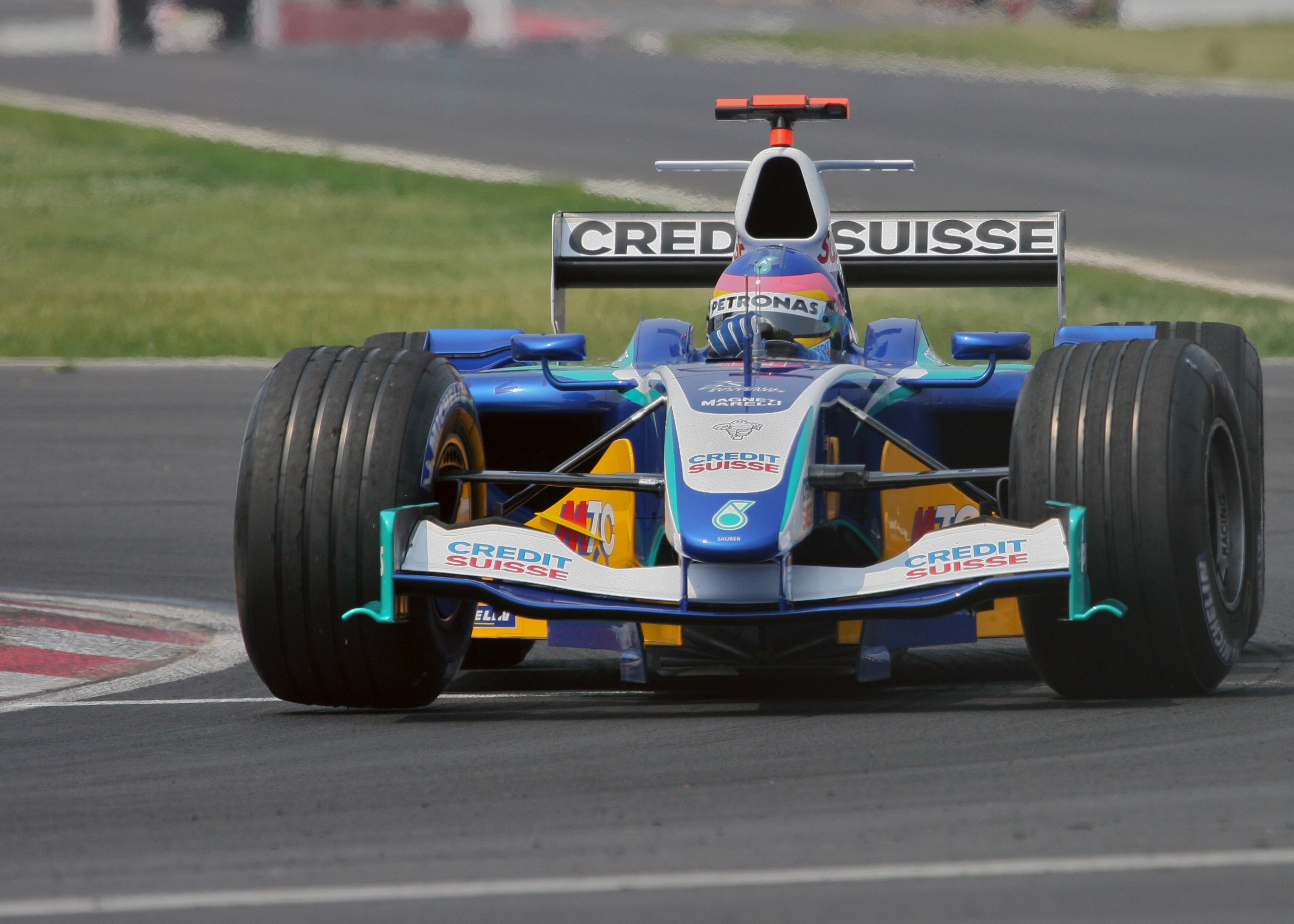
2005年のカナダGPでジャック・ヴィルヌーヴがドライブするC24

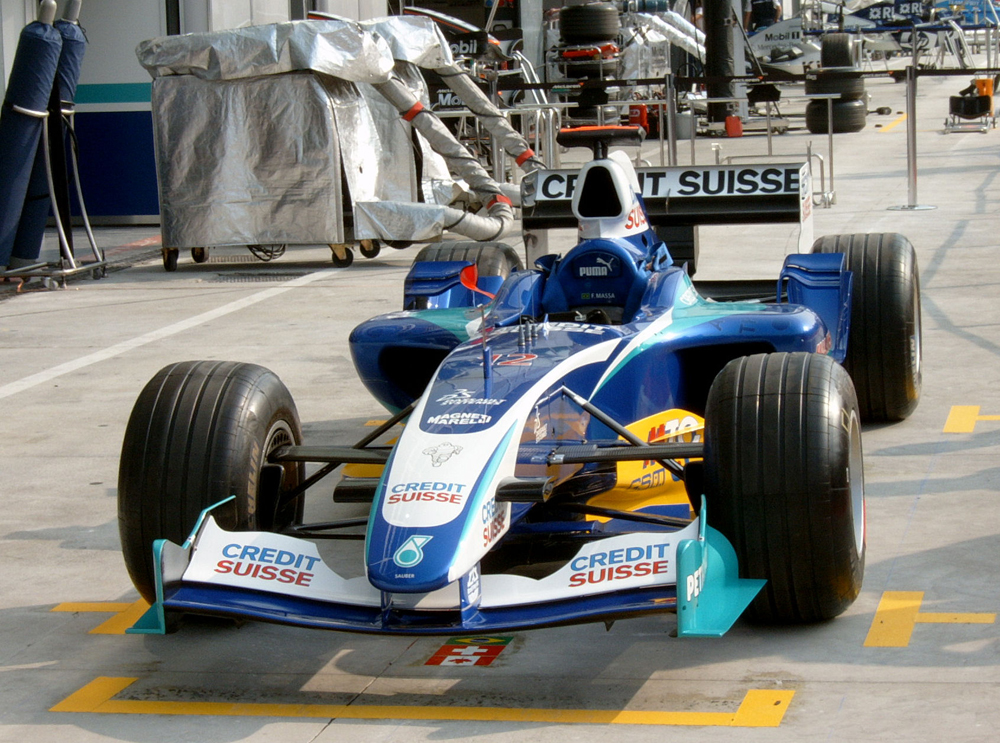
2005年ベルギーGPのC24マッサ車

### シャーシ
- シャーシ名 C24
- 全長 4,580 mm
- 全幅 1,800 mm
- 全高 1,000 mm
- ホイールベース 3,100 mm
- 前トレッド 1,470 mm
- 後トレッド 1,410 mm
- クラッチ APカーボンクラッチ
- ブレーキキャリパー ブレンボ
- ブレーキディスク・パッド ブレンボ・カーボンインダストリー
- ダンパー ザックス
- ホイール O・Z
- タイヤ ミシュラン
- ギヤボックス ザウバー製縦置き7速セミオートマチック
- エレクトロニクス マニエッティ・マレリ

### エンジン
- エンジン名 ペトロナス05A(フェラーリTipo055)
- 気筒数・角度 V型10気筒・90度
- 排気量 2,997cc
- スパークプラグ NGK

## 記録
| 年   | No. | ドライバー   | 1   | 2   | 3   | 4   | 5   | 6   | 7   | 8   | 9   | 10  | 11  | 12  | 13  | 14  | 15  | 16  | 17  | 18  | 19  | ポイント | ランキング |
| 年   | No. | ドライバー   | AUS | MAL | BHR | SMR | ESP | MON | EUR | CAN | USA | FRA | GBR | GER | HUN | TUR | ITA | BEL | BRA | JPN | CHN | ポイント | ランキング |
| ---- | --- | ------------ | --- | --- | --- | --- | --- | --- | --- | --- | --- | --- | --- | --- | --- | --- | --- | --- | --- | --- | --- | -------- | ---------- |
| 2005 | 11  | ヴィルヌーヴ | 13  | Ret | 11  | 4   | Ret | 11  | 13  | 9   | DNS | 8   | 14  | 15  | Ret | 11  | 11  | 6   | 12  | 12  | 10  | 20       | 8位        |
| 2005 | 12  | マッサ       | 10  | 10  | 7   | 10  | 11  | 9   | 14  | 4   | DNS | Ret | 10  | 8   | 14  | Ret | 9   | 10  | 11  | 10  | 6   | 20       | 8位        |

- アメリカGPはミシュランタイヤの安全性問題でレースを棄権。